# Eugenio I di Ligne
Eugène François Charles Joseph Lamoral de Ligne d'Amblise et d'Epinoy, VIII principe di Ligne e del Sacro Romano Impero (Bruxelles, 28 gennaio 1804 – Bruxelles, 20 maggio 1880), fu un nobile, diplomatico e politico liberale belga.

## Biografia

### Infanzia

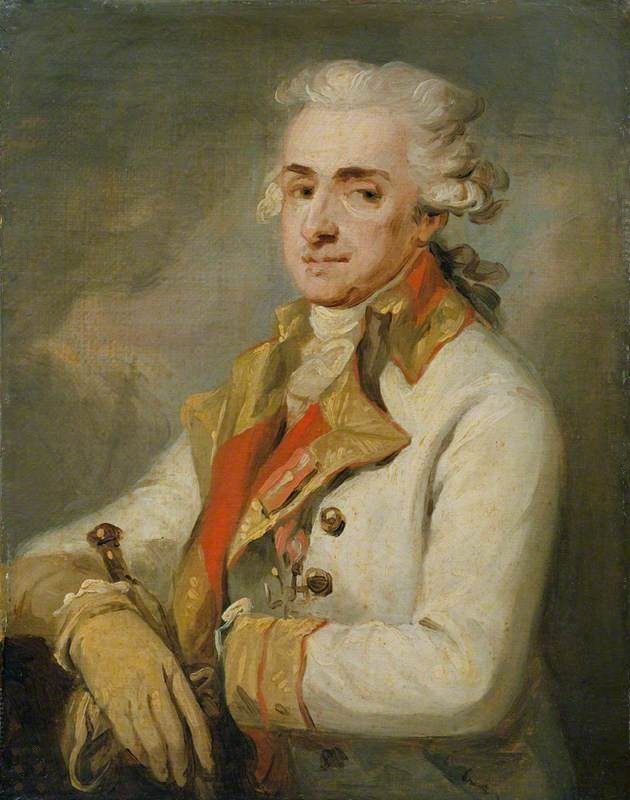
Charles Joseph de Ligne ritratto da Josef Grassi nel 1789. Oggi questo dipinto fa parte della Wallace Collection

Era figlio del principe Luigi Eugenio Maria Lamoral di Ligne e Louise van der Noot de Duras.
Alla morte di suo nonno Charles Joseph nel 1814, poiché suo padre e suo zio lo avevano preceduto, il principe Eugenio divenne capo del casato di Ligne e si trovò a capo di un vasto patrimonio terriero (6.000 ettari in Belgio).

### Primo matrimonio
Il 12 maggio 1823 a Le Rœulx, sposò Mélanie de Conflans (1802-1833), nipote del maresciallo di Francia Louis de Conflans, marquis d'Armentières, da cui ebbe un figlio.

### Secondo matrimonio
Il 21 luglio 1834 a Bruxelles convolò a nozze con Nathalie de Trazegnies (1811 - 1835), figlia di Georges de Trazegnies, da cui ebbe una figlia.

### Terzo matrimonio

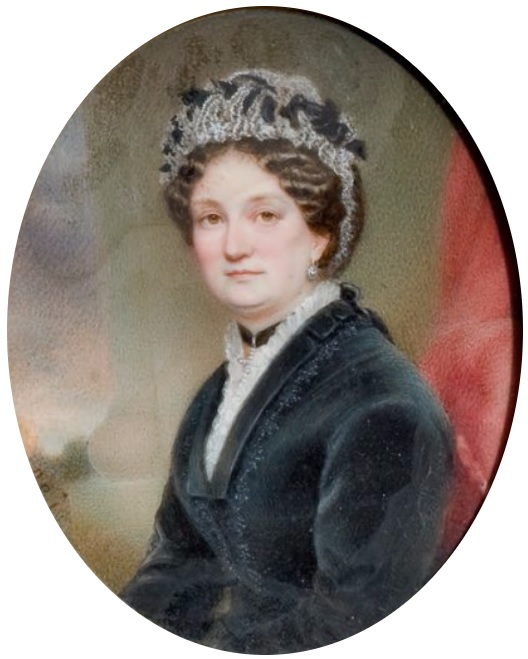
Jadwiga Lubomirska

A Vienna il 28 ottobre 1836, la sua terza moglie è fu Jadwiga Lubomirska (1815-1895), figlia di Henryk Lubomirski.

### Carriera diplomatica

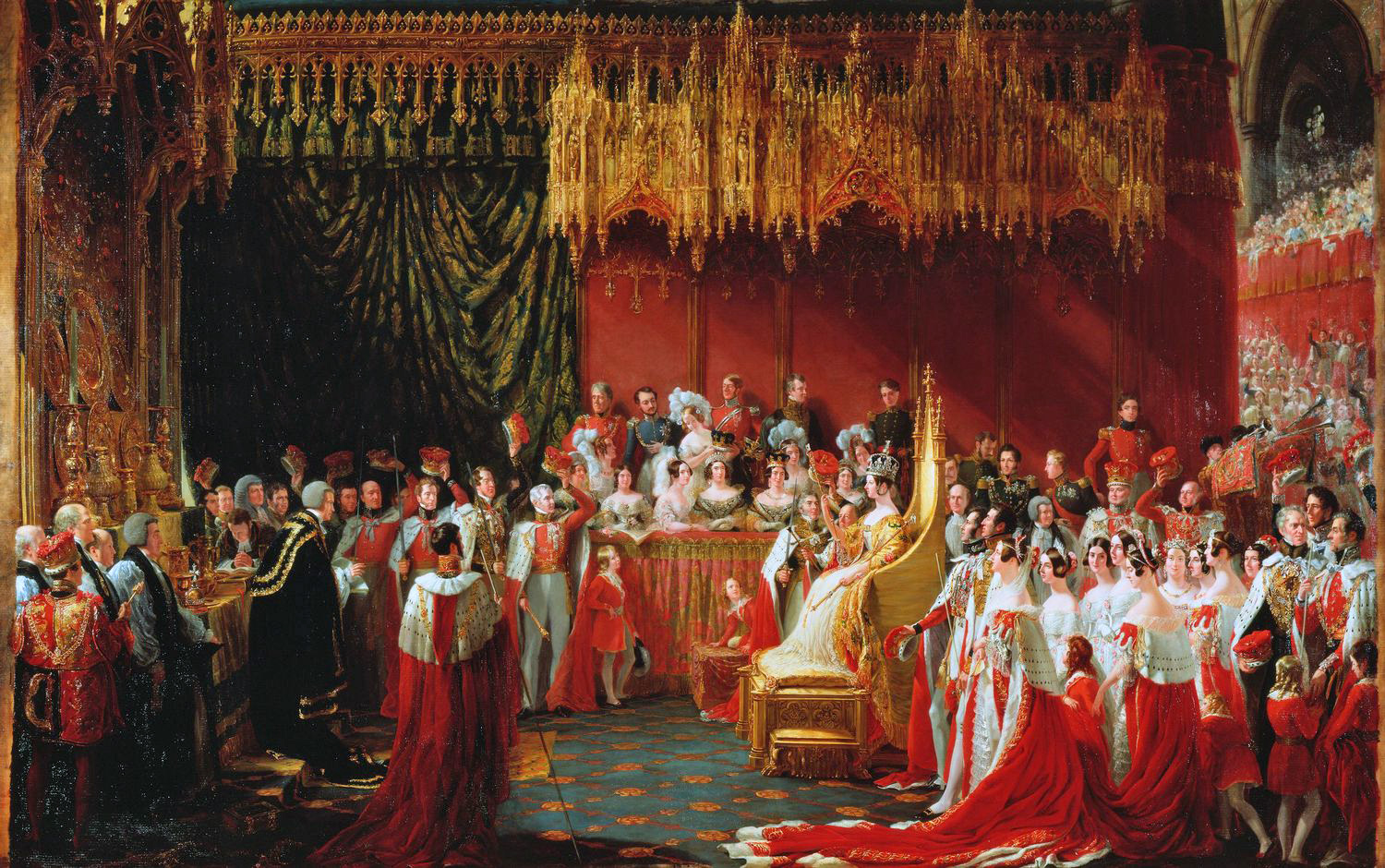
Veduta dell'incoronazione della regina Vittoria del quadro di George Hayter

Visse a Vienna dal 1834 fino al 1837. Dopo il suo ritorno in Belgio, fu nominato ambasciatore e mandato a Londra per l'incoronazione della regina Vittoria. Ebbe una carriera diplomatica di successo. 

### Carriera politica

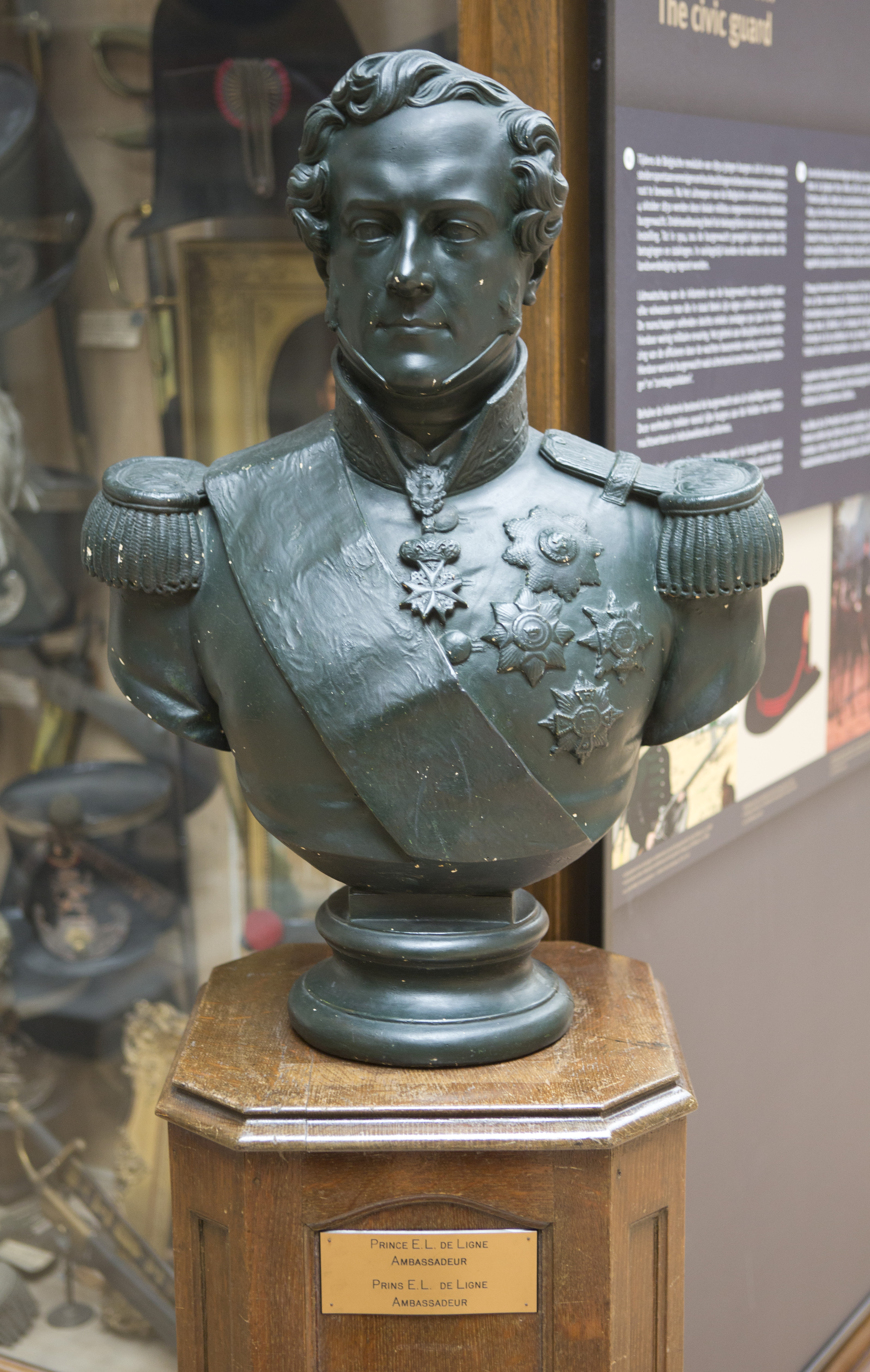
Un busto del Principe di Ligne

Nel 1849 fu eletto membro del parlamento belga e fu presidente del Senato del Belgio, in successione di Augustin Dumon-Dumortier, dal 25 marzo 1852 fino al 18 luglio 1879. Nel 1863 il Re lo nominò Ministro di Stato.
Massone, fu membro della loggia di Bruxelles  "Les Vrais Amis de l'Union et du Progrès", del Grande Oriente del Belgio.

### Morte
Morì nel 1880, all'età di 76 anni, a Bruxelles e fu sepolto a Belœil. Quando morì, il principe Eugenio era uno degli uomini più ricchi del Belgio. La sua fortuna fu condivisa tra figli e nipoti dei suoi tre matrimoni. Suo nipote Louis, IX principe di Ligne, ricevette il dominio di Beloeil. Suo figlio più giovane, Charles, ottenne il castello e le terre di Antoing.

## Discendenza
Eugenio di Ligne si sposò tre volte:
⚭ il 12 maggio 1823 a Le Rœulx, Mélanie de Conflans (1802-1833), nipote del maresciallo di Francia Louis de Conflans, marchese d'Armentières, da cui ebbe:
- Henri Maximilian Joseph Charles Louis Lamoral de Ligne (16 ottobre 1824 - 27 novembre 1871)

⚭ il 30 settembre 1851 Marguerite de Talleyrand-Périgord (1832-1917), figlia di Ernest de Talleyrand-Périgord
- Louis Marie Charles Gabriel Lamoral de Ligne (2 marzo 1827 - 13 aprile 1845).

⚭ il 21 luglio 1834 a Bruxelles Nathalie de Trazegnies (1811 - 1835), fille de Georges de Trazegnies, da cui ebbe:
- Nathalie Flore Georgine Eugenie de Ligne (31 maggio 1835 - 23 luglio 1863),

⚭ il 15 settembre 1853 Rudolf von Croÿ (1823-1902)
⚭ a Vienna il 28 ottobre 1936, la sua terza moglie è fu Hedwige Lubomirska (1815-1895), figlia di Henryk Lubomirski, da cui ebbe:
- Charles Joseph Eugene Henri Georges Lamoral de Ligne (17 novembre 183 - 11 mai 1914),

⚭ il 1 giugno 1876 Charlotte de Gontaut-Biron (1852-1933), figlia di Étienne Charles de Gontaut (1818 - 1871), marquis de Biron,
- Edouard Henri Auguste Lamoral de Ligne (7 febbraio 1839 - 17 ottobre 1911),

⚭ l'11 settembre 1866 Augusta Theodosia Mary Cunynghame, figlia di Sir David Thurlow Cunynghame, 6° baronetto
⚭ il 12 marzo 1874 Eulalia di Solms-Braunfels (1851-1922), figlia del principe Carlo di Solms-Braunfels e nipote della regina di Hannover
- Isabelle Hedwige Mathilde Eugenie de Ligne (15 aprile 1840 - 11 marzo 1858);
- Marie Georgine Sophie Hedwige de Ligne (19 aprile 1843 - 3 marzo 1898);

⚭ l'8 luglio 1862 a Belœil, Sosthène II de La Rochefoucauld (1825 - 1908).

## Ascendenza
|                                                    |                                            |                                                       | Genitori                                                 |  |  | Nonni |  |  | Bisnonni                       |  |  | Trisnonni                         |  |
|                                                    |                                            |                                                       |                                                          |  |  |       |  |  | 8. Claudio Lamoral II di Ligne |  |  | 16. Enrico Luigi Ernesto di Ligne |  |
|                                                    |                                            |                                                       |                                                          |  |  |       |  |  | 8. Claudio Lamoral II di Ligne |  |  | 16. Enrico Luigi Ernesto di Ligne |  |
|                                                    |                                            | 17. Giovanna Monica de Aragón y Benavides             |                                                          |  |  |       |  |  | 8. Claudio Lamoral II di Ligne |  |  |                                   |  |
| 4. Carlo Giuseppe di Ligne                         |                                            |                                                       |                                                          |  |  |       |  |  | 8. Claudio Lamoral II di Ligne |  |  |                                   |  |
|                                                    |                                            | 9. Elisabetta Alessandrina di Salm                    | 18. Luigi Ottone di Salm                                 |  |  |       |  |  |                                |  |  |                                   |  |
|                                                    |                                            | 9. Elisabetta Alessandrina di Salm                    | 18. Luigi Ottone di Salm                                 |  |  |       |  |  |                                |  |  |                                   |  |
|                                                    |                                            | 9. Elisabetta Alessandrina di Salm                    | 19. Albertina Giovanna di Nassau-Hadamar                 |  |  |       |  |  |                                |  |  |                                   |  |
| 2. Luigi Eugenio Maria Lamoral di Ligne            |                                            | 9. Elisabetta Alessandrina di Salm                    |                                                          |  |  |       |  |  |                                |  |  |                                   |  |
|                                                    |                                            | 10. Emanuele del Liechtenstein                        | 20. Filippo Erasmo del Liechtenstein                     |  |  |       |  |  |                                |  |  |                                   |  |
|                                                    |                                            | 10. Emanuele del Liechtenstein                        | 20. Filippo Erasmo del Liechtenstein                     |  |  |       |  |  |                                |  |  |                                   |  |
|                                                    |                                            | 10. Emanuele del Liechtenstein                        | 21. Cristina Teresa di Löwenstein-Wertheim-Rochefort     |  |  |       |  |  |                                |  |  |                                   |  |
| 5. Maria Francesca di Liechtenstein                |                                            | 10. Emanuele del Liechtenstein                        |                                                          |  |  |       |  |  |                                |  |  |                                   |  |
|                                                    |                                            | 11. Maria Anna Antonia di Dietrichstein-Weichselstädt | 22. Carlo Magnus Ludovico di Dietrichstein-Weichselstädt |  |  |       |  |  |                                |  |  |                                   |  |
|                                                    |                                            | 11. Maria Anna Antonia di Dietrichstein-Weichselstädt | 22. Carlo Magnus Ludovico di Dietrichstein-Weichselstädt |  |  |       |  |  |                                |  |  |                                   |  |
|                                                    |                                            | 11. Maria Anna Antonia di Dietrichstein-Weichselstädt | 23. Maria Teresa Anna di Trautmansdorf                   |  |  |       |  |  |                                |  |  |                                   |  |
| 1. Eugenio I di Ligne                              |                                            | 11. Maria Anna Antonia di Dietrichstein-Weichselstädt |                                                          |  |  |       |  |  |                                |  |  |                                   |  |
|                                                    | 12. Filippo Giuseppe van der Noot de Duras | 24. Filippo Giuseppe van der Noot                     |                                                          |  |  |       |  |  |                                |  |  |                                   |  |
|                                                    | 12. Filippo Giuseppe van der Noot de Duras | 24. Filippo Giuseppe van der Noot                     |                                                          |  |  |       |  |  |                                |  |  |                                   |  |
|                                                    | 12. Filippo Giuseppe van der Noot de Duras | 25. Anna Antonietta Teresa d'Oyenbrugge               |                                                          |  |  |       |  |  |                                |  |  |                                   |  |
| 6. Giovanni Giuseppe Filippo van der Noot de Duras | 12. Filippo Giuseppe van der Noot de Duras |                                                       |                                                          |  |  |       |  |  |                                |  |  |                                   |  |
|                                                    |                                            | 13. Onorata Francesca Antonietta van Hamme            | 26. Guglielmo Francesco van Hamme                        |  |  |       |  |  |                                |  |  |                                   |  |
|                                                    |                                            | 13. Onorata Francesca Antonietta van Hamme            | 26. Guglielmo Francesco van Hamme                        |  |  |       |  |  |                                |  |  |                                   |  |
|                                                    |                                            | 13. Onorata Francesca Antonietta van Hamme            | 27. Anna Teresa Peeters                                  |  |  |       |  |  |                                |  |  |                                   |  |
| 3. Giuseppa Luisa van der Noot de Duras            |                                            | 13. Onorata Francesca Antonietta van Hamme            |                                                          |  |  |       |  |  |                                |  |  |                                   |  |
|                                                    |                                            | 14. Francesco de Ruysschen                            | 28. Guglielmo Claudio Giuseppe de Ruysschen              |  |  |       |  |  |                                |  |  |                                   |  |
|                                                    |                                            | 14. Francesco de Ruysschen                            | 28. Guglielmo Claudio Giuseppe de Ruysschen              |  |  |       |  |  |                                |  |  |                                   |  |
|                                                    |                                            | 14. Francesco de Ruysschen                            | 29. Albertina Teresa Rosalia de Vischer                  |  |  |       |  |  |                                |  |  |                                   |  |
| 7. Fiorenza de Ruysschen                           |                                            | 14. Francesco de Ruysschen                            |                                                          |  |  |       |  |  |                                |  |  |                                   |  |
|                                                    |                                            | 15. Giovanna Luisa van der Stegen                     | 30. Carlo Luigi van der Stegen                           |  |  |       |  |  |                                |  |  |                                   |  |
|                                                    |                                            | 15. Giovanna Luisa van der Stegen                     | 30. Carlo Luigi van der Stegen                           |  |  |       |  |  |                                |  |  |                                   |  |
|                                                    |                                            | 15. Giovanna Luisa van der Stegen                     | 31. Fiorenza Carlotta van der Meer                       |  |  |       |  |  |                                |  |  |                                   |  |
|                                                    |                                            | 15. Giovanna Luisa van der Stegen                     |                                                          |  |  |       |  |  |                                |  |  |                                   |  |